# 石川ミリオンスターズ
石川ミリオンスターズ（いしかわミリオンスターズ、Ishikawa Million Stars）は、プロ野球独立リーグ・日本海リーグ (NLB)に所属する石川県のプロ野球チーム。2007年から2021年まではベースボール・チャレンジ・リーグ（ルートインBCリーグ）に、2022年は日本海オセアンリーグ (NOL)に加盟していた。
「ミリスタ」または「M's」が略称として使用される。

## 概要
チーム名は石川県を象徴する「加賀百万石」（百万＝ミリオン・million）にちなんでいる。チームカラーは紺色（日本海の色）。
ベースボール・チャレンジ・リーグリーグが6球団制だった2008年から2014年までは北陸地区、8球団制となった2015年から2021年までは西地区に属した。2020年は新型コロナウイルスの感染拡大に伴う開催方式の変更により、西地区のグループEに所属して公式戦を実施した。
ユニフォームの胸部は当初より自球団名であった。
2021年9月1日、来シーズンはリーグに参加せず、西地区の4チームで新リーグを結成することを明らかにした。9月16日に新リーグの名称は日本海オセアンリーグとなることが発表された。しかし前記の通り、2022年のシーズン終了後に富山GRNサンダーバーズとともに日本海オセアンリーグを離脱して、日本海リーグに所属を変更した。

### 開催球場

#### BCリーグ時代
※本節の出典は、特記以外についてはリーグウェブサイトの試合日程による。
本拠地は定めていないが、発足から2014年までは金沢市内の石川県立野球場が最多開催球場であった。しかし、2015年に同じ金沢市の金沢市民野球場と開催試合数が逆転し、以降は金沢市民が主たる開催球場（2015年は36試合中21試合、2016年は37試合中24試合、2017年は36試合中25試合）となり（石川県立野球場はそれぞれ9試合、7試合、5試合）、2018年は発足以来初めて石川県立野球場での開催がなかった。2019年も開催がなく、開幕時の「公式戦開催球場」の一覧にも掲載されなかった。2019年も金沢市民球場が最多（30試合）である。
グランドチャンピオンシップを含むポストシーズンゲームは2012年まではすべて石川県立野球場だったが、2013年は地区チャンピオンシップが石川県立野球場、リーグチャンピオンシップが小松市の小松運動公園末広野球場（通称・弁慶スタジアム）、グランドチャンピオンシップが金沢市民球場に分散され、2014年以降はすべてのポストシーズンゲームを金沢市民野球場で実施している。弁慶スタジアムでの公式戦は2008年から開催されている。
過去にポストシーズンゲームに出場した8シーズンはすべて2試合以上を開催し、うち2013年を除く7シーズンは一つの年度の試合をすべて同じ球場で実施している。リーグ全体では2019年まで、単一年度に2試合以上のポストシーズンゲームをホームで実施したのは28例（7球団）あるが、そのうちすべて同じ球場で実施したのは12例で、その大半を石川が占める（他には福井が2、群馬が2、栃木が1）。2017年までは、地区チャンピオンシップからグランドチャンピオンシップまでをすべて同一の球場で実施したことがあるのは石川のみだった（2018年に群馬、2019年に栃木も実施）。
それ以外では加賀市の中央公園野球場・七尾市の七尾城山野球場・珠洲市の珠洲市営野球場でも主催試合が開催されている。2015年には能美市の合併・市制施行10周年の記念連携事業として能美市寺井野球場で1試合が開催され、2016年以降も2019年まで毎年1試合が開催されていた。
2020年は3年ぶりに石川県立球場で試合が開催された一方、金沢市以外の球場は七尾で1試合が開催されただけで、前年まであった加賀市・小松市・珠洲市・能美市での開催はなかった。2021年は加賀市・小松市・能美市での開催が復活（珠洲市は予定された1試合が中止）したが、石川県立野球場は再び当初より予定がなかった。

#### NOL時代
2022年3月12日に発表された同年シーズン日程によると、石川県内開催のホームゲーム（「セントラル開催方式」のため、他県の球場でもホームゲームを実施）18試合の球場は、BCリーグ時代同様金沢市民が13試合で大半を占め、2年ぶりに石川県立で2試合を開催するほか、七尾・弁慶・珠洲で各1試合となっていた。実際の試合数も当初発表通りだった。

#### NLB時代
2023年3月24日に発表された公式戦日程では再び通常のホーム&アウェイのスタイルに戻り、最多開催は従来と同じ金沢市民の14試合である。その他は石川県立が2試合、七尾・弁慶・珠洲・能美市で各1試合となっている（能美市の開催は2年ぶり）。実際の球場別開催試合数も、当初予定通りであった。
2024年4月3日に発表された公式戦日程では、主催20試合中19試合が金沢市民、残る1試合が弁慶となっており、その他の球場での開催予定はなかった。その後、7月6日になって、9月12日に金沢市民球場で予定されていた1試合が9月16日に珠洲市営野球場での開催に変更された。
2025年の日程では、前年の当初発表同様、1試合のみが弁慶、それ以外の21試合が金沢市民である。

## 歴史

### 2007年まで
- 2006年10月27日 - チームの名称が「石川ミリオンスターズ」に決定する。
- 2007年1月25日 - ドラフト会議に参加。
- 2007年3月5日 - 全選手との契約を完了する。
- 2007年10月16日 - 富山サンダーバーズ戦に勝利し、リーグの初代優勝チームとなる。
- 2007年10月17日 - 2007年度シーズンの全日程を終了。43勝22敗7引分、勝率.662で1位。
- 2007年10月20日 - 四国アイランドリーグ・香川オリーブガイナーズとの間でグランドチャンピオンシップを開催。10月28日まで行われ、1勝3敗で敗退。詳細は2007年のグランドチャンピオンシップを参照。
- 2007年11月19日 - プロ野球ドラフト会議で内村賢介が東北楽天ゴールデンイーグルスに育成選手として指名され、リーグ初のNPB指名選手となる。

### 2008年
- 2008年7月13日 - 2008年前期終了。15勝14敗7分で勝率.517、北陸地区2位。
- 2008年9月29日 - 2008年後期終了 16勝16敗4分で勝率.500 北陸地区2位。年間勝率2位となり、地区チャンピオンシップに進む。
- 2008年10月3日 - 北陸地区前後期優勝の富山との間で行われた地区チャンピオンシップに1勝1敗で敗退（1敗した時点で敗退）。

### 2009年
- 2009年6月30日 - 前期最終となる信濃グランセローズ戦に勝利し、北陸地区前期優勝。地区・2シーズン制導入後初の半期優勝。
- 2009年9月21日 - 福井との後期11回戦に勝利し、後期優勝を達成、前後期を連覇。
- 2009年9月28日 - 地区勝率2位の富山との間で行われた地区チャンピオンシップに1勝2敗で勝ち、初の北陸地区優勝達成。
- 2009年10月8日 - 金森栄治監督の今シーズン限りでの退任を発表。
- 2009年10月11日 - 群馬ダイヤモンドペガサスとの間で行われたリーグチャンピオンシップに1勝3敗で敗退。
- 2009年10月23日 - 来シーズンの監督として、選手兼任コーチの森慎二の就任を発表した[22]。

### 2010年
- 2010年6月27日 - 福井ミラクルエレファンツとの前期11回戦が引き分けとなり、北陸地区前期優勝。
- 2010年10月4日 - 後期優勝の福井との間でおこなわれた地区チャンピオンシップに2勝1敗で勝ち、リーグチャンピオンシップ進出を決める。
- 2010年10月17日 - 上信越地区優勝の群馬との間でおこなわれたリーグチャンピオンシップに3勝1敗で勝ち、3年ぶりの年間総合優勝。
- 2010年10月23日 - 四国・九州アイランドリーグ・香川オリーブガイナーズとの間でグランドチャンピオンシップを開催。10月31日まで行われ、1勝3敗で敗退。詳細は2010年のグランドチャンピオンシップを参照。

### 2011年
- 2011年6月26日 - 2年連続となる北陸地区前期優勝を達成[23]。
- 2011年10月2日 - 後期優勝の福井との地区チャンピオンシップに2勝0敗で勝利し、2年連続の北陸地区優勝を達成[24]。
- 2011年10月16日 - 上信越地区優勝の新潟アルビレックス・ベースボール・クラブとの間でおこなわれたリーグチャンピオンシップに3勝1敗で勝利し、2年連続の年間総合優勝を達成[25]。
- 2011年10月29日 - 四国アイランドリーグplus・徳島インディゴソックスとのグランドチャンピオンシップに3勝0敗で勝利し、初優勝[26]。BCリーグ勢としても初制覇となる。

### 2012年
- 2012年3月14日 - 元オリックスブルーウェーブの佐野慈紀が球団取締役に就任[27]。
- 2012年6月25日 - 3年連続となる北陸地区前期優勝を達成[28]。
- 2012年10月2日 - 後期優勝の福井との間でおこなわれた地区チャンピオンシップに1分2敗で敗退。

### 2013年
- 2013年6月30日 - 4年連続となる北陸地区前期優勝を達成[29]。
- 2013年10月1日 - 後期優勝の福井と対戦した地区チャンピオンシップに2勝1敗1分で勝利し、北陸地区優勝[30]。
- 2013年10月13日 - 上信越地区優勝の新潟とのリーグチャンピオンシップに3勝0敗で勝利し、2年ぶりとなる年間総合優勝を達成。
- 2013年10月27日 - 四国アイランドリーグplus・徳島とのグランドチャンピオンシップに3勝1敗で勝利し、2年ぶり2度目の優勝を達成。

### 2014年
- 2014年9月11日 - 北陸地区後期優勝を達成[31]。半期優勝は3期ぶりとなる。
- 2014年9月13日 - 石川県立野球場で開催された福井戦に、タレントの明石家さんまが「1日コーチ」として参加、1万5877人の観客が集まり、国内独立リーグ観客動員数の最多記録を更新した[32]。
- 2014年9月24日 - 前期優勝の富山との間でおこなわれた地区チャンピオンシップに引き分け、対戦成績が2勝2敗1分のタイとなったがリーグ規定（シーズンの直接対戦成績優位）により北陸地区優勝が決定[33]。
- 2014年9月30日 - 上信越地区優勝の群馬とのリーグチャンピオンシップに2勝3敗で敗退[34]。
- 2014年10月11日 - 森慎二監督の退任を発表[35]。

### 2015年
- 2015年2月8日 - 監督に千葉ロッテマリーンズにも在籍経験のあるフリオ・フランコ、ヘッドコーチに信濃コーチの経歴もある渡辺正人の就任を発表[36]。
- 2015年9月16日 - リーグの公式戦全日程終了。失策がリーグワーストになるなど低迷、前後期とも3位に終わり、2シーズン制導入以来の地区チャンピオンシップ連続出場が7年で途絶える[37]。
- 2015年10月26日 - フランコ監督の退任と、渡辺ヘッドコーチの監督就任を発表[38]。

### 2016年
- 2016年6月19日 - 西地区の前期優勝を達成[37][39]。半期優勝は2014年後期以来。
- 2016年9月4日 - 西地区で後期優勝し、2009年以来となる前後期連覇を達成[40]。
- 2016年9月20日 - 西地区の地区チャンピオンシップに優勝し、2年ぶりとなる地区優勝を達成。年間勝率2位の福井との地区チャンピオンシップは福井の2勝0敗で第3戦を残していたが、この日の第3戦が雨天中止となり、予備日を使い尽くしていたことから「年間勝率2位チームの優勝は3勝0敗の場合」というリーグ規定に基づき、石川の優勝となった[41]。
- 2016年9月25日 - 群馬ダイヤモンドペガサスとの間で行われたリーグチャンピオンシップに1勝3敗で敗退。
- 2016年12月14日 - この年まで投手として現役生活を送っていた北海道日本ハムファイターズ職員の武田勝が、翌2017年1月1日付で同球団から派遣されることを発表。派遣期間は1年間で、「総合コーチ」として選手の指導に当たるかたわら、「Vice President（ヴァイス プレジデント）」という肩書きで経営・編成・営業などのフロント業務にも携わる[42]。

### 2017年
- 2017年9月2日 - 元監督兼選手で6月に急逝した森慎二の追悼試合が開催され、全選手が森が使用していた背番号34を着用した[43]。試合終了後、石川球団は森の付けていた背番号34を永久欠番とした[44]。
- 2017年11月9日 - 渡辺正人監督の退任が発表される[45]。

### 2018年
- 2018年1月9日、前年よりヴァイスプレジデント兼総合コーチを務める武田勝が監督に就任することを発表[46]。日本ハム球団からの派遣という身分は監督就任後も継続する[47]。
- このシーズンは前期は3位、後期は4位の結果に終わり、2年続けて地区チャンピオンシップに出場できなかった（チーム発足以来初）。シーズン終了後の10月23日、武田が来季も監督契約を結んだことが、派遣元の日本ハム球団から発表された[48]。

### 2019年
- 2019年前期は5月に7連勝を記録し、富山・信濃と首位を争ったが[49][50]、最終的に3位に終わる[51]。後期は開幕から1引き分けを挟む8連勝（球団タイ記録）と好調にスタートするも[52]、追い上げた信濃に首位を明け渡す[53]。半期優勝はならなかったものの、信濃が前後期を連覇した中で西地区の年間勝率2位を確保し、地区チャンピオンシップへの出場権を得た[54]。地区チャンピオンシップへの出場は、2016年以来3年ぶりとなる。地区チャンピオンシップは初戦で敗退し、3年ぶりのリーグチャンピオンシップへの出場はならなかった[55]。
- シーズン終了後の10月21日、監督の武田が日本ハム投手コーチ就任に伴って退団することが発表された[56]。

### 2020年
- 3月5日、新監督として元福岡ダイエーホークスの田口竜二が就任することを発表した[57]。
- 2020年は、リーグの大半の球団同様無観客で開幕し、有観客試合に移行したのは7月16日からだった[58]。試合の方は開幕から3連敗、7月にも引き分けを挟んで6連敗を記録し、負けが先行した[14]。8月に5連勝を記録するも[59]、富山を上回ることはできなかった。

### 2021年
- 1月15日、元オリックス・バファローズコーチの後藤光尊が野手コーチに就任することを発表[60]。
- 9月1日、来シーズンのリーグ不参加と西地区4チームによる新リーグ結成を発表[5]。
- 9月12日、白寿生科学研究所との監督出向契約期間満了により、監督の田口が今季限りで退任すると発表した[61]。
- 9月16日 - 今シーズンの公式戦を終了。勝率5割を下回る3位に終わる。

### 2022年
- 1月12日 - コーチの後藤光尊が監督に就任することを発表[62]。
- 4月2日 - 日本海オセアンリーグとしての初シーズンが開幕。
- 10月4日 - 今シーズンの公式戦を終了。4位（最下位）であった。
- 12月26日 - 2023年シーズンは日本海オセアンリーグ（ベイサイドリーグに改名予定）に所属せず、富山とともに新たに設立される「日本海リーグ」で公式戦を実施すると発表[1]。ベイサイドリーグとの間で交流戦は実施する予定としていた[1]（実際には開催されず）。

### 2023年
- 4月29日 - 日本海リーグとしての初シーズンが開幕[63]。
- 5月12日 - 元・テキサス・レンジャーズのアリエル・ヘルナンデス（英語版）と元・ニューヨーク・メッツのアントニオ・サントスの二人の元MLB選手（ともにドミニカ共和国出身）の入団を発表[64][65]。サントスは8月3日に退団が発表された[66]。
- 6月24日 - ターム1最終戦で富山に敗れ、ターム1優勝を逃す[67]。
- 8月6日 - ターム2優勝が決定[68]。
- 9月8日 - この日の富山戦に敗北してターム3の2位が決定し（ここまでターム3は0勝6敗）、リーグ優勝を逃す[69]。
- 9月24日 - 今シーズンの公式戦を終了し、ターム3は1勝もできずに終わった[70]。
- 9月28日 - 監督の後藤が契約満了に伴い今シーズンで退任することを発表[71]。
- 11月9日 - 監督として、阪神タイガーススカウトの岡崎太一が派遣の形で就任することを発表[72]。本件に関しては、球団の発表に先立ち、前日に一部マスコミに就任予定が報じられていた[73]。

### 2024年
- 9月7日 - 対富山戦に勝利し、リーグ優勝を達成[74]。リーグ優勝は、BCリーグ時代以来11年ぶりとなる[75][76]。
- 11年ぶりの出場となったグランドチャンピオンシップ（トーナメント制）の準々決勝で、愛媛マンダリンパイレーツ（四国アイランドリーグplus）に敗退[77]。

### 2025年
- 5月9日、選手2名を7月6日（前期終了）までの期間限定で、関西独立リーグ（さわかみ関西独立リーグ）の和歌山ウェイブスに派遣（和歌山側は「レンタル移籍」と表現）することを発表[78][79]。
- 7月6日、前期を終了、最終戦で富山に敗れ目前で優勝を決められて2位に終わる[80]。

## 成績

### BCリーグ

#### シーズン
| 年度 | 期 | 監督             | 順位 | 試合 | 勝利 | 敗戦 | 引分 | 勝率 | ゲーム差 | 打率        | 防御率      | 本塁打     |
| ---- | -- | ---------------- | ---- | ---- | ---- | ---- | ---- | ---- | -------- | ----------- | ----------- | ---------- |
| 2007 | 全 | 金森栄治         | 1    | 72   | 43   | 22   | 7    | .662 | ※2.0     | .266(4位)   | 3.02(1位)   | 12(4位)    |
| 2008 | 前 | 金森栄治         | 2    | 36   | 15   | 14   | 7    | .517 | 1.5      | .250(4位)   | 2.34(1位)   | 12(5位)    |
| 2008 | 後 | 金森栄治         | 2    | 36   | 16   | 16   | 4    | .500 | 2.0      | .250(4位)   | 2.34(1位)   | 12(5位)    |
| 2009 | 前 | 金森栄治         | 1    | 36   | 21   | 13   | 2    | .618 | ※0.0     | .259(5位)   | 2.62(2位)   | 28(4位)    |
| 2009 | 後 | 金森栄治         | 1    | 36   | 21   | 15   | 0    | .600 | ※4.0     | .259(5位)   | 2.62(2位)   | 28(4位)    |
| 2010 | 前 | 森慎二           | 1    | 36   | 20   | 13   | 3    | .606 | ※3.0     | .256(4位)   | 2.88(1位)   | 18(4位)    |
| 2010 | 後 | 森慎二           | 2    | 36   | 18   | 16   | 2    | .529 | 0.5      | .256(4位)   | 2.88(1位)   | 18(4位)    |
| 2011 | 前 | 森慎二           | 1    | 36   | 14   | 16   | 6    | .467 | ※0.5     | .246(6位)   | 3.79(5位)   | 25(4位)    |
| 2011 | 後 | 森慎二           | 2    | 36   | 15   | 17   | 4    | .469 | 2.0      | .246(6位)   | 3.79(5位)   | 25(4位)    |
| 2012 | 前 | 森慎二           | 1    | 36   | 21   | 12   | 3    | .636 | ※4.0     | --          | --          | --         |
| 2012 | 後 | 森慎二           | 3    | 36   | 13   | 22   | 1    | .371 | 4.0      | --          | --          | --         |
| 2013 | 前 | 森慎二           | 1    | 36   | 19   | 14   | 3    | .576 | ※0.0     | --          | --          | --         |
| 2013 | 後 | 森慎二           | 3    | 36   | 15   | 21   | 0    | .417 | 3.5      | --          | --          | --         |
| 2014 | 前 | 森慎二           | 3    | 36   | 14   | 22   | 0    | .389 | 2.0      | --          | --          | --         |
| 2014 | 後 | 森慎二           | 1    | 36   | 17   | 16   | 3    | .515 | ※3.5     | --          | --          | --         |
| 2015 | 前 | フリオ・フランコ | 3    | 37   | 16   | 19   | 2    | .457 | 5.0      | .241（8位） | 4.15（6位） | 22（6位）  |
| 2015 | 後 | フリオ・フランコ | 3    | 35   | 15   | 19   | 1    | .441 | 5.0      | .241（8位） | 4.15（6位） | 22（6位）  |
| 2016 | 前 | 渡辺正人         | 1    | 36   | 20   | 12   | 4    | .625 | ※1.0     | .279(2位)   | 3.87(5位)   | 40(3位)    |
| 2016 | 後 | 渡辺正人         | 1    | 36   | 21   | 14   | 1    | .600 | ※5.0     | .279(2位)   | 3.87(5位)   | 40(3位)    |
| 2017 | 前 | 渡辺正人         | 5    | 35   | 10   | 22   | 3    | .313 | 10.5     | .259(8位)   | 5.61(9位)   | 46(4位)    |
| 2017 | 後 | 渡辺正人         | 4    | 36   | 12   | 22   | 4    | .353 | 13.0     | .259(8位)   | 5.61(9位)   | 46(4位)    |
| 2018 | 前 | 武田勝           | 3    | 34   | 16   | 16   | 2    | .500 | 5.5      | .273（7位） | 4.75（6位） | 23（10位） |
| 2018 | 後 | 武田勝           | 4    | 34   | 13   | 19   | 2    | .406 | 9.0      | .273（7位） | 4.75（6位） | 23（10位） |
| 2019 | 前 | 武田勝           | 3    | 36   | 20   | 14   | 2    | .588 | 1.0      | .287(7位)   | 3.87(6位)   | 28(8位)    |
| 2019 | 後 | 武田勝           | 2    | 34   | 20   | 13   | 1    | .606 | 3.5      | .287(7位)   | 3.87(6位)   | 28(8位)    |
| 2020 | 全 | 田口竜二         | 2    | 60   | 24   | 27   | 9    | .471 | 6.0      | .259(10位)  | 4.93(10位)  | 32(4位)    |
| 2021 | 全 | 田口竜二         | 3    | 71   | 25   | 34   | 12   | .424 | 13.0     | .236(12位)  | 3.78(2位)   | 29(10位)   |

- 2008年以降の順位は地区（2014年までは北陸地区、2015年以降は西地区、2020年は西地区グループE）での順位、打率・防御率・本塁打はリーグ総合での順位。
- 優勝したシーズンのゲーム差は2位チームとのゲーム差を表記。
- 金地はリーグ優勝、銀地は地区優勝。
- 2021年は日程打ち切りにより、1試合を未消化でシーズンを終了。

#### 地区チャンピオンシップ
※2014年のみ全5戦（3勝）制、他は全3戦（2勝）制。
- 2008年 - 1勝1敗（対戦は富山。富山は前後期制覇のため、1勝で地区年間優勝）
- 2009年 - 地区年間優勝（1勝2敗：対戦は富山。前後期制覇のため、1勝で地区年間優勝）
- 2010年 - 地区年間優勝（2勝1敗：対戦は福井）
- 2011年 - 地区年間優勝（2勝0敗：対戦は福井）
- 2012年 - 1分2敗（対戦は福井）
- 2013年 - 地区年間優勝（2勝1敗1分：対戦は福井）
- 2014年 - 地区年間優勝（2勝2敗2分：対戦は富山。規定により、シーズン対戦成績の優劣で決定）
- 2016年 - 地区年間優勝（0勝2敗：対戦は福井。第3戦が中止となったため、規定により優勝決定）
- 2019年 - 0勝1敗（対戦は信濃。信濃は前後期制覇のため、1勝で地区年間優勝）

#### リーグチャンピオンシップ
- 2009年 - 1勝3敗（対戦は群馬）
- 2010年 - 総合優勝（3勝1敗：対戦は群馬）
- 2011年 - 総合優勝（3勝1敗：対戦は新潟）
- 2013年 - 総合優勝（3勝0敗：対戦は新潟）
- 2014年 - 2勝3敗（対戦は群馬）
- 2016年 - 1勝3敗（対戦は群馬）

#### グランドチャンピオンシップ
- 2007年 - 1勝3敗（対戦は香川）
- 2010年 - 1勝3敗（対戦は香川）
- 2011年 - 優勝（3勝0敗：対戦は徳島）
- 2013年 - 優勝（3勝1敗：対戦は徳島）

### 日本海オセアンリーグ
| 年度 | 監督     | 順位 | 試合 | 勝利 | 敗戦 | 引分 | 勝点 | 勝率 |
| ---- | -------- | ---- | ---- | ---- | ---- | ---- | ---- | ---- |
| 2022 | 後藤光尊 | 4    | 59   | 14   | 35   | 10   | 38   | .285 |

### 日本海リーグ

#### シーズン
| 年度 | ターム | 監督     | 順位 | 試合 | 勝利 | 敗戦 | 引分 | 勝率 | ゲーム差 | 打率 | 防御率 | 本塁打 |
| ---- | ------ | -------- | ---- | ---- | ---- | ---- | ---- | ---- | -------- | ---- | ------ | ------ |
| 2023 | 1      | 後藤光尊 | 2    | 15   | 6    | 8    | 1    | .429 | 2.5      | .249 | 4.78   |        |
| 2023 | 2      | 後藤光尊 | 1    | 15   | 10   | 4    | 1    | .714 | ※6.5     | .249 | 4.78   |        |
| 2023 | 3      | 後藤光尊 | 2    | 10   | 0    | 10   | 0    | .000 | 10.0     | .249 | 4.78   |        |
| 2024 | -      | 岡崎太一 | 1    | 40   | 21   | 17   | 2    | .553 | ※4.0     | .248 | 4.62   | 20     |

- 金地はリーグ優勝。
- ゲーム差の「※」は2位との差。

#### グランドチャンピオンシップ
※トーナメント制
- 2024年 - 準々決勝敗退（対戦は愛媛）

## チームの特徴
2009年に投手コーチ兼任で入団した森慎二は、2010年の監督就任に伴いいったん引退したが、2013年のシーズン途中に現役に復帰した。同じ年に木田優夫、クリス・カーターが入団していたため、元MLB所属選手が3人選手登録されていた。
第3回WBC出場者では、中国代表のドン・ウェイ（2009年所属）、コロンビア代表のマービン・ベガ（2012年所属）、チェコ代表のヤコブ・スラデック（2012年所属）の3選手に当チームへの在籍経験があった。

## チームスタッフ
選手・スタッフについては石川ミリオンスターズの選手一覧を参照。

## 永久欠番
※球団独自指定のもの
- 12 - 木田優夫（投手・ゼネラルマネージャー）選手として独立リーグ最多登板、独立リーグ日本一に貢献。
- 34 - 森慎二（投手・コーチ・監督） 監督として初のグランドチャンピオンシップ制覇を達成。2017年の没後に決定された。

## マスコットキャラクター
「スタ坊」と木田優夫デザインの「タン坊」である。

## 応援スタイル
2022年より、百万石青星会（ひゃくまんごくせいせいかい）が応援リードを行っている。

## 応援歌・テーマソング
- 一番星（堀夏奈子withジェネレーション） - 公式応援歌

## スポンサー

### ユニフォームスポンサー
- ヘルストロン - ユニフォーム右袖
- 北國銀行 - ユニフォーム左袖
- 北國新聞 - ユニフォーム右胸上部
- 金沢ケーブル - ユニフォーム左胸下部

また、リーグ発足当時は、開幕直前（2007年3月25日）に地元で発生した能登半島地震復興を応援して、胸上部に「がんばろう能登」のワッペンが付いた。

## 関連番組

### 現在放送中の番組
- 石川ミリオンスターズ　きらっと通信 - エフエム石川 火曜17時台（『Sunset Express MOVE』内2013年〜）
- がんばれ!ミリオンスターズ - MROラジオ 毎月第一土曜11:10（『モリラジ!』内2012年〜）
- ミリツエMONDAY - NHK金沢放送局 月曜18:10（『かがのとイブニング』内2013年〜）
- レオスタSports - 北陸放送 月曜18:15（『レオスタ』内2013年〜）

### 過去に放送された番組
- 石川ミリオンスターズ　きらっと通信 - エフエム石川 金曜13:40（『FROM K!』内2007年〜2012年）
- 石川ミリオンスターズ　きらっと通信 - エフエム石川 木曜15:20（『Afternoon cruise』内2012年）
- 武田勝のボールパークにようこそ - MROラジオ 土曜12:40、HBCラジオ 月曜18:45（2017年 - 2019年）